# Chironomus pungens
Chironomus pungens är en tvåvingeart som först beskrevs av Henry Keith Townes, Jr. 1945.  Chironomus pungens ingår i släktet Chironomus och familjen fjädermyggor. Inga underarter finns listade i Catalogue of Life.